# Raquel Castro (realizadora)
Raquel Castro (Viseu, 1976), é uma realizadora e investigadora portuguesa premiada. É conhecida pelo seu trabalho de investigação sobre paisagens sonoras e por ter criado o Festival Soa em Lisboa.

## Percurso
Raquel Castro nasceu em 1976 na cidade de Viseu, de onde saiu com 17 anos. 
Estudou na Universidade Católica de Lisboa, onde fez o bacharelato em gestão e desenvolvimento social. Seguiu-se a Faculdade de Ciências Sociais e Humanas da Universidade Nova de Lisboa onde se mestrou e doutorou em Ciências da Comunicação. 
O seu interesse pelas paisagens sonoras despertou em 2003, quando percorreu o país com o realizador Tiago Pereira no âmbito do projecto PróMemória, que consistia na realização de uma série de vídeos sobre a etnografia de uma região através do imaginário infantil. Para tal efectuaram recolhas sonoras e visuais das tradições e realizaram ateliers de animação e vídeo com crianças do ensino básico. Começou a pensar na forma como o som se inscrevia nos lugares por onde passava e no inconsciente coletivo das comunidades que visitou e gravou. Nessa busca pela identidade acústica dos sítios por onde passava, Raquel Castro descobriu o conceito de Paisagem Sonora e a Ecologia Acústica, à qual dedicou as suas teses de mestrado e de doutoramento. 
É também este seu interesse que a leva a criar, em 2016, o festival de arte sonora Lisboa Soa, cujo objectivo é criar uma experiência auditiva através da ocupação de espaços incomuns escolhidos pela sua própria sonoridade, como a Estufa Fria, Palácio Sinel de Cordes, Mercado de Santa Clara e o reservatório da Mãe d'àgua., entre muitos outros. 
Raquel Castro é também fundadora e diretora simpósio internacional Invisible Places que teve a primeira edição em 2014, em Viseu, e a segunda em 2017, em S. Miguel, Açores. 
As suas atividades enquanto investigadora e curadora resultaram em diferentes documentários, como Soundwalkers (2008) e SOA (2020), onde entrevistas, arte e ambientes sonoros se combinam para alargar a consciência sobre som.
Fez a curadorIa do ciclo de exposições de instalações sonoras Sound Art in Public Spaces, apresentado pelas seguintes organizações: Wilde Westen (Bélgica), NovemberMusic (Países Baixos), Spor Festival (Dinamarca), OnassisStegi (Grécia) e Ultima Olso (Noruega) entre 2021 e 2023,no contexto do projeto europeu Sounds Now. Participou ainda como curadora convidada no festival Tsonami (Chile) e colabora regularmente com outras organizações, artistas e festivais.
Os seus contributos valeram-lhe amplo reconhecimento internacional: em Março de 2023, foi nomeada Presidente do Conselho Executivo do World Forum for Acoustic Ecology, a associação internacional de organizações afiliadas e indivíduos que partilham uma preocupação com a qualidade das paisagens sonoras do mundo.
Em 2022, Castro fundou a associação cultural Sonora, com a qual cria e a produz projetos transdisciplinares no cruzamento entre arte, ciência, ecologia e som.

## Prémios e Reconhecimento
2007 - Venceu o festival OvarVi~ideo com o documentário Leve Leve Non Caba Ué 
2020 - Com Soa, ganhou o Prémio de Melhor Filme Outros Olhares, atribuído no festival Caminhos do Cinema Português 
2021 - Selecionada pela rede europeia Sounds Now para fazer a curadoria do ciclo Sound Art in Public Spaces.
2021 - SOA foi uma das cinco longas-metragens selecionadas pela Academia Portuguesa de Cinema e Netflix no âmbito da Convocatória dirigida a realizadoras, produtoras e guionistas portuguesas. Estreou no catálogo mundial da Netflix em 2022. 
2023 - 

## Filmografia Seleccionada
- 2003 - Sonotigadores de Tradições (co-realizado com Tiago Pereira)
- 2004 - A Arte da Memória (co-realizado com Tiago Pereira) [12]
- 2007 - Leve Leve Non Caba Ué [9]
- 2008 - Soundwalkers [13][14][10]
- 2020 - Soa [15][16]

## Ligações Externas
- Canal de Vimeo | Raquel Castro
- Associação Sonora
- Lisboa Soa
- Jornal de Negócios | Revista Weekend, entrevista a Raquel Castro
- Fala com Ela | Conversa de Inês Meneses com Raquel Castro
- Antena 3 | Programa Razão de Ser: entrevista a Raquel Castro
- Look Mag | conversa com Raquel Castro sobre o documentário Soa (2020)